# Березовское (Калмыкия)
Березовское — село в Яшалтинском районе Калмыкии, административный центр Березовского сельского муниципального образования.
Основано в 1920 году.
Население — 940 человек (2010)

## История
Село Березовское основано в 1920 году русскими крестьянами из окрестных сел и хуторов. Первыми поселенцами были Березовские, Краснокутские, Ганшины, Зайцевы. В 1930 году крестьяне трех сел — Березовское, Ульяновское и Краснополье организовали колхоз имени К. Маркса. В 1934 году жители сёл Березовское и Краснополье организовали новый колхоз имени Тельмана. В 1940 году возник новый колхоз «Третья пятилетка» на базе села Березовское. Через 11 лет вновь произошло слияние двух хозяйств и возник колхоз «Заветы Ильича».
В 1982 году хозяйство награждено переходящим Красным знаменем ЦК КПСС, СМ СССР, ВЦСПС и ЦК ВЛКСМ и занесено на всесоюзную Доску Почета. В 1984 году коллектив колхоза стал победителем Всесоюзного соцсоревнования. Руководитель хозяйства П. С. Березовский за трудовые заслуги награждён орденами Ленина, Трудового Красного Знамени, избирался депутатом Верховного Совета СССР.

## Физико-географическая характеристика
Село расположено в центральной части Яшалтинского района, на крайнем северо-западной периферии Ставропольской возвышенности, в зоне перехода к Кумо-Манычской впадине, на высоте 25 м. Рельеф местности равнинный. В окрестностях села распространены чернозёмы маломощные малогумусные и темнокаштановые почвы различного гранулометрического состава. С юга и запада село окружено полями). Село пересекает Ростовский 4-й канал, относящийся к Правоегорлыкской обводнительно-оросительной системе. В 1,4 км к северо-западу от села расположено озеро Большое Яшалтинское.
По автомобильной дороге расстояние до столицы Калмыкии города Элиста составляет 200 км, до районного центра села Яшалта — 15 км, до границы со Ставропольским краем — 1,2 км. Ближайший населённый пункт село Краснополье расположено в 11 км к юго-западу от села.
Согласно классификации климатов Кёппена-Гейгера Весёлое находится в зоне континентального климата с относительно холодной зимой и жарким летом (индекс Dfa). Среднегодовая норма осадков — 430 мм, наибольшее количество осадков выпадает в июне — 51 мм, наименьшее в феврале и марте — по 26 мм.
Часовой пояс
Березовское, как и вся Республика Калмыкия, находится в часовой зоне МСК (московское время). Смещение применяемого времени относительно UTC составляет +3:00.

## Население
| 1936 | 2002 | 2010 |
| ---- | ---- | ---- |
| 174  | ↗719 | ↗940 |

Национальный состав
Согласно результатам переписи 2002 года большинство населения посёлка составляли русские (60 %)

## Социальная инфраструктура
В селе расположены несколько магазинов, сельский клуб и библиотека. Медицинское обслуживание жителей села обеспечивают фельдшерско-акушерский пункт и Яшалтинская центральная районная больница. Ближайшее отделение скорой медицинской помощи расположено в селе Яшалта. Среднее образование жители села получают в Березовской средней общеобразовательной школе